# Mont Okmok
El Mont Okmok (en anglès Mount Okmok) és el punt més elevat de la Caldera Okmok, (en aleutià Unmagim Anatuu) a l'extrem nord-est de l'illa Umnak, a les Illes Aleutianes, Alaska, Estats Units.
Aquesta Caldera circular té un diàmetre de 9,3 quilòmetres i trunca la part superior d'un gran volcà escut de 35 quilòmetres de diàmetre. Al seu interior hi ha un llac de cràter, que en temps prehistòrics va arribar a tenir fins a 150 metres de profunditat i que desguassava per una escletxa al costat nord. Amb tot, en l'actualitat el llac sols té uns 300 metres de diàmetre i es troba al costat occidental de la caldera. A l'interior de la caldera hi ha aigües termals i fumaroles. Amb posterioritat a la formació de la caldera es van crear nombrosos cons secundaris i doms de lava en els vessants del volcà.

## Erupcions

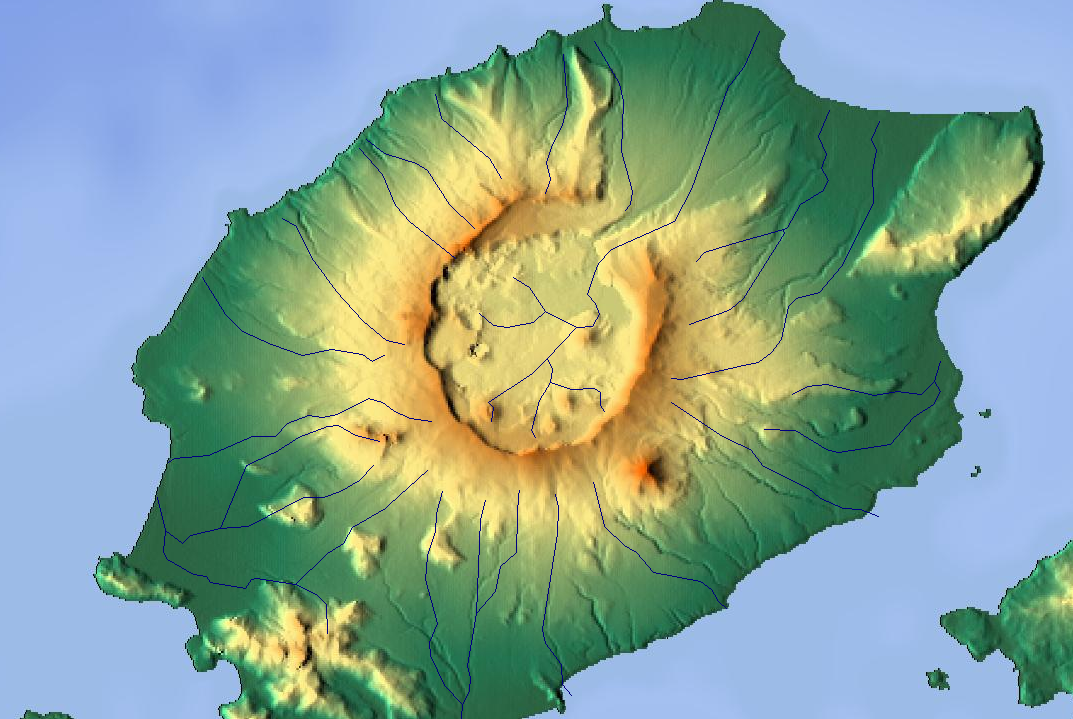
Caldera Okmok

La formació del volcà va començar a la fi del Terciari o principis del Quaternari, amb massives erupcions piroclàstiques que van fer créixer dues calderes superposades. Finalment la caldera es va formar i modificar en dues grans erupcions ocorregudes fa 12.000 i 2.000 anys. Les observacions directes de l'activitat volcànica existeixen des de 1805, moment a partir del qual s'han documentat 16 erupcions, una cada 10 a 20 anys. L'erupció de 1817 va dipositar diversos metres de cendra i "escòria" al costat nord-est de la caldera i les cendres van caure al damunt d'Unalaska. Les avingudes de material piroclàstic van destruir un poble de Cape Tanak, a la costa nord-est de l'illa.
El 12 de juliol de 2008 va entrar en erupció durant diversos dies, llençant cendres i gasos que es van elevar fins a 15.000 metres d'altitud, les quals van provocar l'evacuació de Fort Glenn, una finca privada amb bestiar situada a l'illa. La cendra no va afectar Nikolski, però si va afectar les operacions de vol a l'aeroport de Dutch Harbor, així com d'altres zones del nord del Pacífic.